# هيسايوشي تشونو
هيسايوشي تشونو ((باليابانية: 長野 久義)) (من مواليد 6 ديسمبر 1984) هو لاعب كرة القاعدة من اليابان.
شارك في دورة الألعاب الآسيوية 2006 في الدوحة، قطر.

## روابط خارجية
- هيسايوشي تشونو على موقع الدوري الياباني لكرة القاعدة (الإنجليزية)
- هيسايوشي تشونو على موقعبيزبول رفرنس.كوم (الدوري الثانوي) (الإنجليزية)